# Ruellia tuberosa
Espèce
Classification phylogénétique
Ruellia tuberosa, la ruellie tubéreuse, est une espèce de plantes à fleurs de la famille des Acanthaceae. C'est une plante herbacée originaire d'Amérique tropicale. Très commune dans les Antilles françaises, elle y est connue sous le nom de patate-chandelier en Guadeloupe et d'ipéca bâtard en Martinique.

## Description
Cette Ruellia est une herbe vivace par ses racines tubéreuses, fasciculées, à plusieurs tiges tétragones, de 30 à 60 cm de haut.
Les feuilles portée par un pétiole de 2 cm, sont oblongues-obovées, de 6-8 cm × 2-4 cm, à base atténuée-cunéiforme.
Les fleurs en cymes axillaires ou terminales, sont bleu-mauve à blanchâtres, poilues extérieurement. La corolle comporte un tube de 30 mm de long, à 5 lobes arrondis, subégaux, de 12-14 mm.  Aux Antilles, elle est en fleur presque toute l'année.
Le fruit est une capsule sessile, de 20 mm de longueur, comportant plus de 20 graines biconvexes.

Fleurs de R. tuberosa.

## Répartition et écologie
La Ruellia tuberosa est commune dans toute la Caraïbe, le Mexique, l'Amérique Centrale et du Sud (Guyane, Suriname, Venezuela, Colombie, Pérou). On la trouve aussi en Asie du Sud Est, en Afrique, en Inde et Pakistan, pays dans lesquels elle a été introduite.
Elle se rencontre dans les prairies xérophiles, peu arrosées.

## Utilisations
Elle a été introduite à Taiwan où elle est utilisée en médecine populaire.
Il a été montré qu'elle contient un glycoside de flavonoïde, l'apigénine-7-D-glucuronide, et qu'elle manifeste une activité antioxydante
.

## Synonymes
Selon "The Plant List" 11 juin 2012
- Cryphiacanthus barbadensis Nees
- Dipteracanthus clandestinus C.Presl